# Scytalopus diamantinensis
Scytalopus diamantinensis е вид птица от семейство Rhinocryptidae. Видът е почти застрашен от изчезване.

## Разпространение
Видът е разпространен в Бразилия.